# مدیریت راهبردی
مدیریت راهبردی یا مدیریت استراتژیک یک تجزیه و تحلیل در خصوص مسایل مهم و برجستهٔ سازمان است که توسط راهبران ارشد سازمان به نمایندگی از مالکان، به منظور کنترل منابع در محیط‌های خارج از سازمان، گرفته می‌شود. این فرایند شامل مشخص کردن ماموریت، چشم‌انداز، دارایی‌های سازمان و توسعه برنامه‌های و سیاست سازمان‌های سازمان و همهٔ فعالیت‌هایی که برای نیل به آنها نیاز است، نیز می‌شود.
در کنار مدیریت راهبردی پروسه معمولاً یک سیستم کارت امتیازی متوازن نیز به منظور ارزیابی عملکرد سازمان در نیل به اهداف مدیریت راهبردی نیز دیده می‌شود.
مطالعات اخیر و بزرگان علم مدیریت از این نظریه حمایت می‌کنند که استراتژی نیاز دارد که با حضور همهٔ سهام داران و ذینفعان شروع شود و از یک سامانهٔ بومی شدهٔ کارت امتیازی متوازن استفاده کند که شامل همهٔ این سهام داران بشود.
مدیریت استراتژیک درواقع عبارتست از تصمیمات و فعالیت‌های یکپارچه در جهت توسعه استراتژی‌های مؤثر، اجرا و کنترل نتایج آنها.

## مدیریت راهبردی
مدیریت راهبردی یک رده از فعالیت‌های مدیریتی است که مقوله اهداف کلان(به انگلیسی: گل) و تاکتیک در سازمان می‌پردازد.
مدیریت استراتژیک یک جهت دهی کلی برای سازمان می‌سازد که ارتباط خیلی نزدیکی نیز با مقولهٔ رفتار سازمانی دارد.
در علم راهبری کسب و کار (به انگلیسی: MBA) به مدیریت راهبردی پایداری راهبرد (به انگلیسی: strategic consistency) نیز گفته می‌شود. پایداری راهبرد به مقوله راهبردهای سازمانی در قبال محیط بیرونی می‌پردازد.
مدیریت استراتژیک شامل تیم مدیریتی و احتمالاً مدیران ارشد (به انگلیسی: Board of Directors) و سایر سهامداران (به انگلیسی: stakeholder (corporate)، stakeholder) خواهد بود.
مدیریت راهبردی یک فرایند دایمی است که ارزیابی و کنترل می‌کند: کسب و کار و صنعت‌هایی را که شرکت در آنها وارد شده‌است؛ بررسی رقیبان و تنظیم اهداف (به انگلیسی: goal) و راهبردها برای ملاحظهٔ همهٔ رقیبان موجود و احتمالی؛ و توصیف راهبردها به صورت سالانه یا فصلی و تعیین اینکه چگونه پیاده شوند و چگونه پیروز خواهند شد یا اینکه کی نیاز به بازنگری دارند تا با رقیبان جدید، شرایط اقتصادی تازه و تکنولوژی جدید یا محیط‌های اجتماعی اقتصادی سیاسی، سازگار شوند

## کاربرد مدیریت استراتژیک در تصمیم‌گیری‌های چند معیاره
مدیریت استراتژیک ابتدا با تحلیل مسائل پیرامون محیط داخلی و خارجی سازمان، شکل می‌گیرد و پس از پیشنهاد استراتژی‌ها و راهبردهای ممکن و تحلیل آنها، یک یا چند راهبرد بهینه انتخاب می‌شود.
همیشه انتخاب، مسئله مهمی در مدیریت محسوب می‌شود. انتخاب هدف، انتخاب کارکنان، انتخاب تأمین کنندگان، انتخاب مشاوران و بسیاری از انتخاب‌های مدیریت مستلزم، دانش کافی مدیر به محیط شرکت یا سازمان و تسلط وی بر روش‌های انتخاب می‌باشد.
اساس مبحث تصمیم‌گیری‌های چند معیاره، بر انتخاب و روش‌های انتخاب استوار است؛ و ابزارهای برنامه‌ریزی استراتژیک نهایتاً به جدول انتخاب راهبردها یا QSPM ختم می‌شود؛ و مدیری که به ابزارهای برنامه‌ریزی استراتژیک دسترسی دارد می‌تواند براحتی از آنها در حل مسائل تصمیم‌گیری‌های چند معیاره کمک بگیرد.
یکی از ابزارهایی که می‌تواند در مباحث برنامه‌ریزی استراتژیک و تصمیم‌گیری‌های چند معیاره مورد استفاده قرار گیرد، ماتریس تصمیم‌گیری است. شاخص‌ها در این ماتریس در ستون‌ها و گزینه‌ها در سطرها قرار می‌گیرند.
البته این ماتریس، ابزاری پایه‌ای در تصمیم‌گیری‌های چند معیاره می‌باشد و در نهایت تصمیم‌گیری با روش‌های دیگری انجام می‌شود. برای حل مسائل تصمیم‌گیری چندمعیاره، می‌توان از روش تصمیم‌گیری چندمعیاره OPA و فرایند تحلیل سلسله‌مراتبی استفاده نمود.
پس با این اوصاف ارتباط تنگاتنگ برنامه‌ریزی استراتژیک در تصمیم‌گیری‌های چند معیاره کاملاً واضح است. البته برخی از صاحب نظران این دو مقوله را از هم جدا فرض کرده و ابراز می‌کنند که برنامه‌ریزی استراتژیک، در سطح تعیین و مشخص نمودن راه و مسیر پیش روی سازمان یا شرکت بکار می‌رود در حالی که تصمیم‌گیری چند معیاره، برای اتخاذ تصمیم مناسب و بهینه از مسائل (اغلب) کوتاه مدت سازمان بکار می‌رود.

## برای مطالعهٔ بیشتر
راهبرد